# Naučná stezka Paplatelė
Naučná stezka Paplatelė, litevsky Paplateles pažintinis takas, je okružní naučná stezka přes kopec a v lesích kolem rybníka Sultekis (Sultekio tvenkinys). Nachází se u vesnice Paplatelė východně od jezera Plateliai v seniorátu Žemaičių Kalvarijos seniūnija v Žemaitijském národním parku v okrese Plungė v Telšiaiském kraji v Litvě.

## Další informace
Na značené stezce se také nachází několik dřevěných soch s tématy zvířat a litevských pohádek, dřevěná Rozhledna na stezce Paplatelė a informační panely. Je zaměřena především na přírodu a krajinu místa, která byla silně ovlivněna zaniklým ledovcem doby ledové. Kopce v okolí dosahují nadmořské výšky až 189 m. Rybník Sultekis byl založen v 70. letech 20. století. Délka trasy je cca 2,3 km a začíná a končí u silnice na ulici Plokštinės gatve. Počátek trasy, který je jižněji a který vede přes kopec a les, není vhodný pro kola. Pro cyklisty je vhodné začít z opačného konce trasy, který je severněji a vyhnout se tak počátečnímu kopcovitému lesnímu terénu. Naučná stezka navazuje na další turistické trasy a cyklotrasy, např. na stezku/cyklostezku Okolo jezera Plateliai (Maršruto aplink Platelių ežerą).

## Galerie

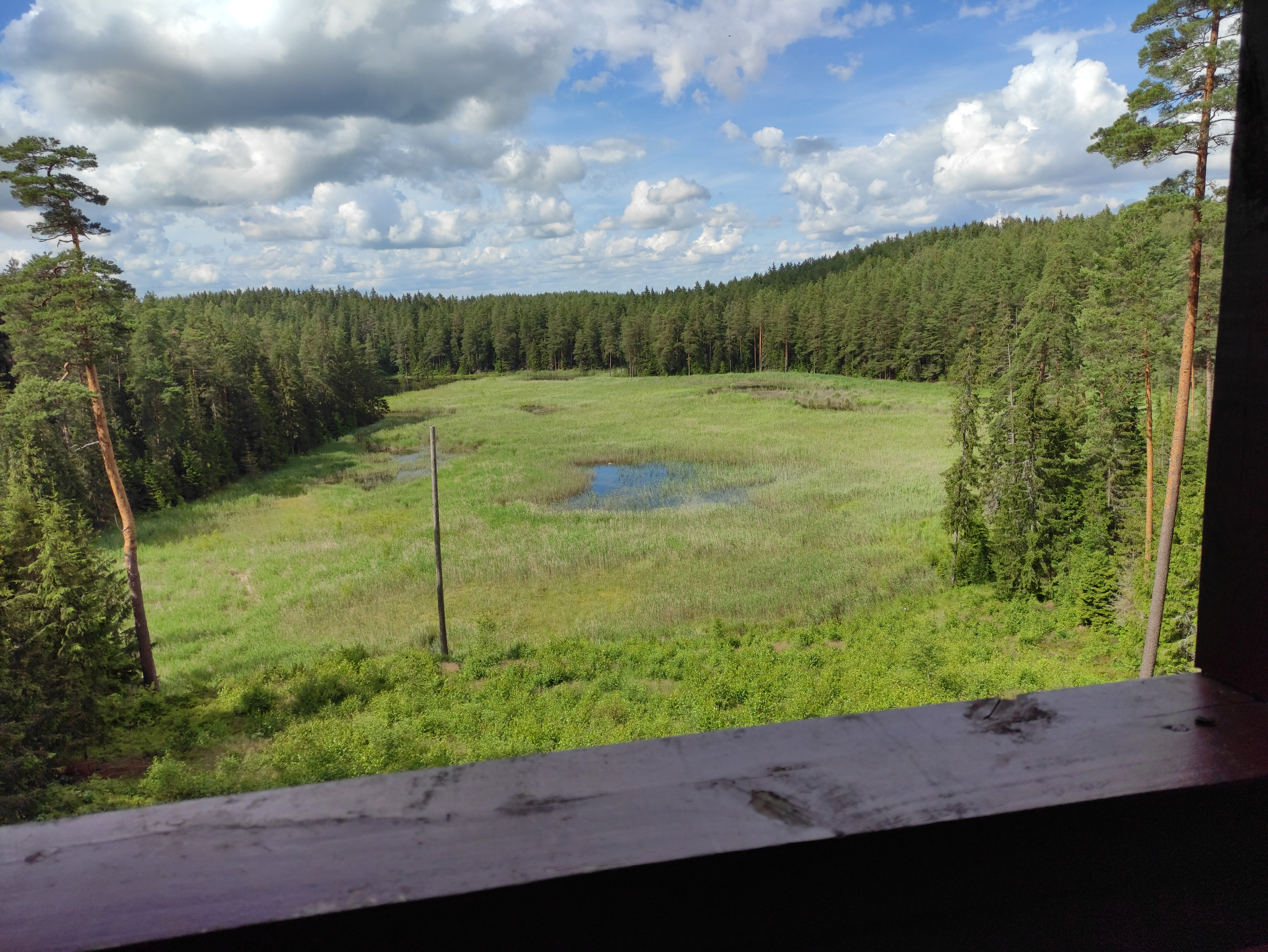
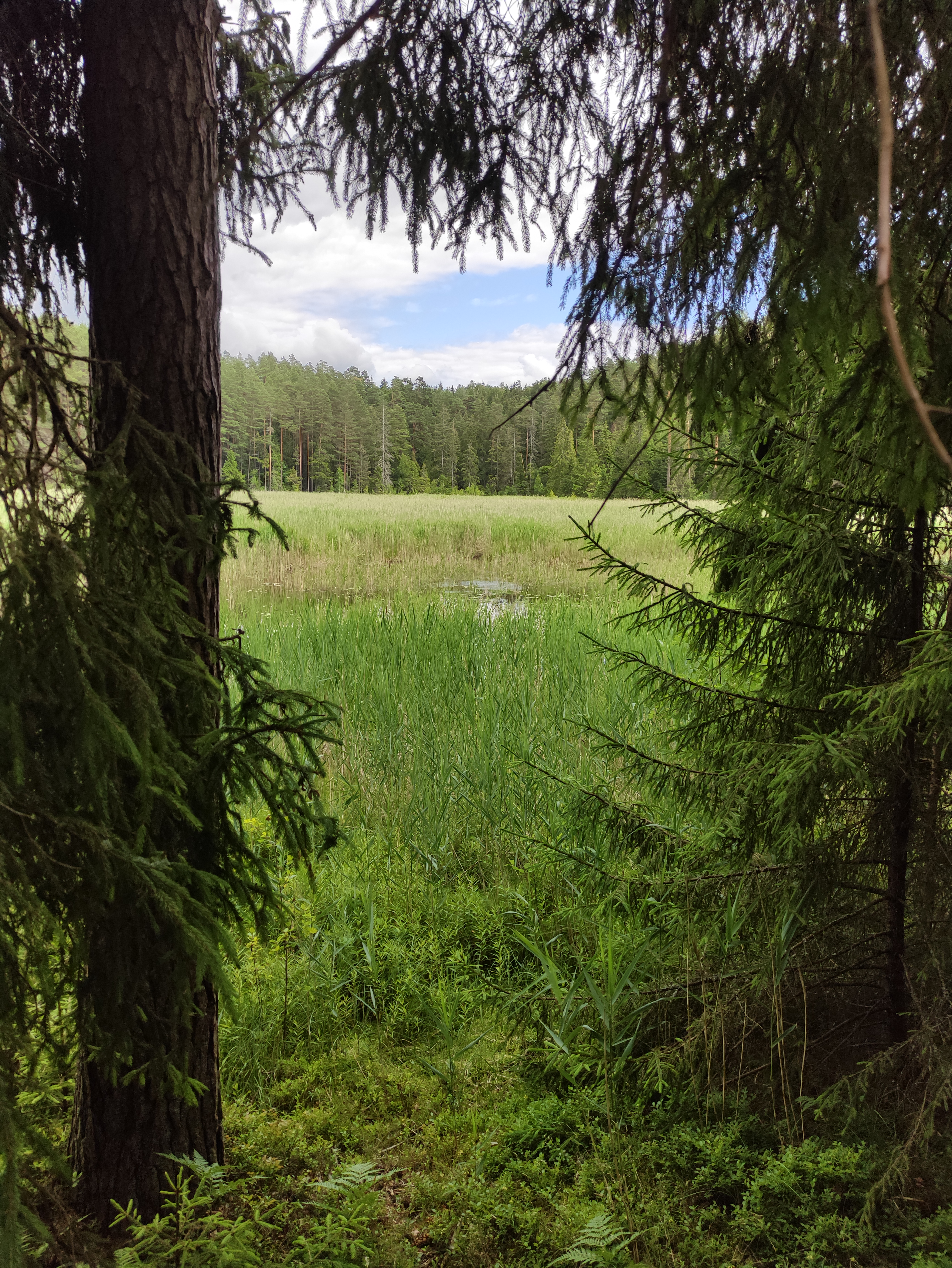
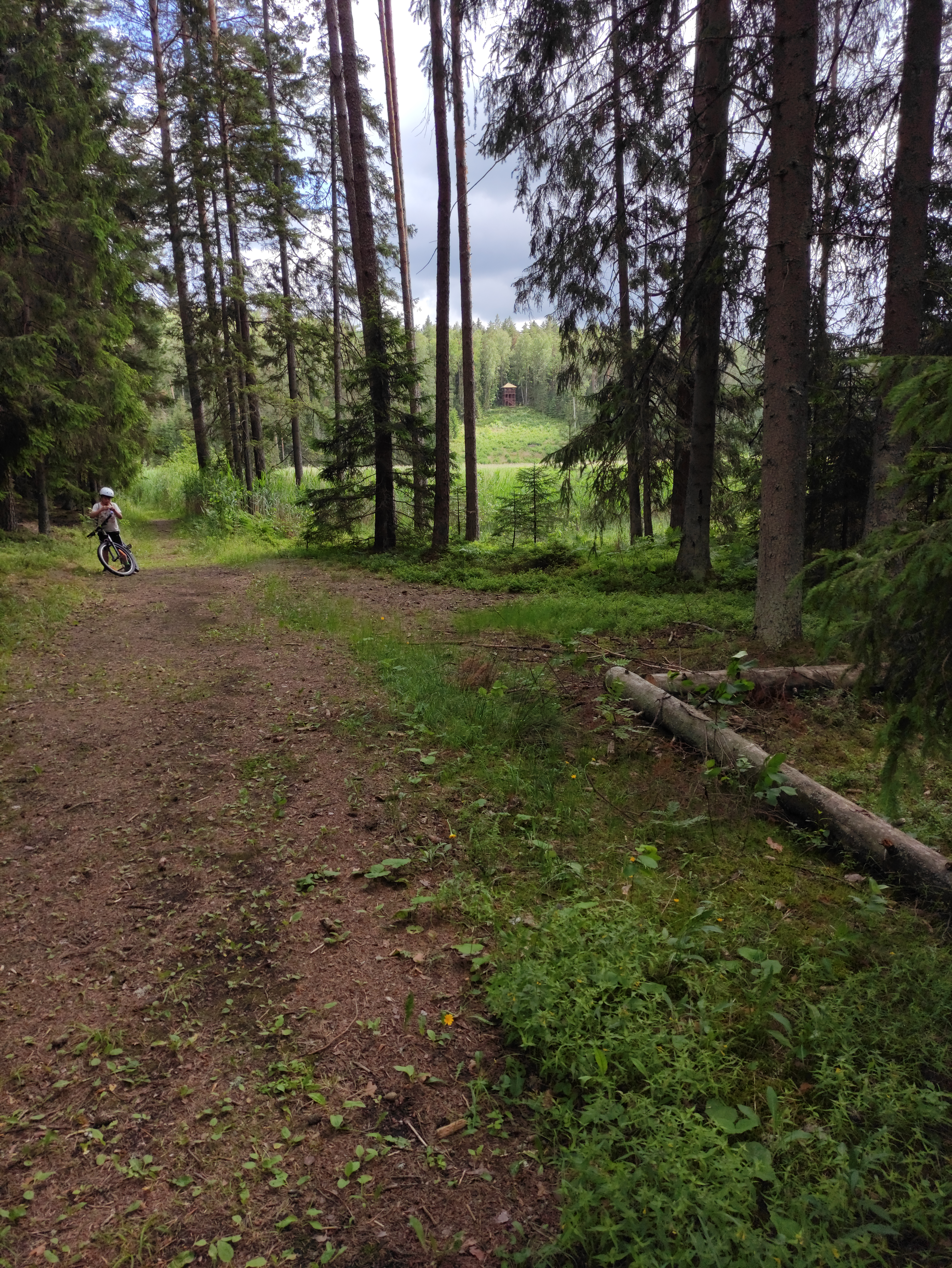
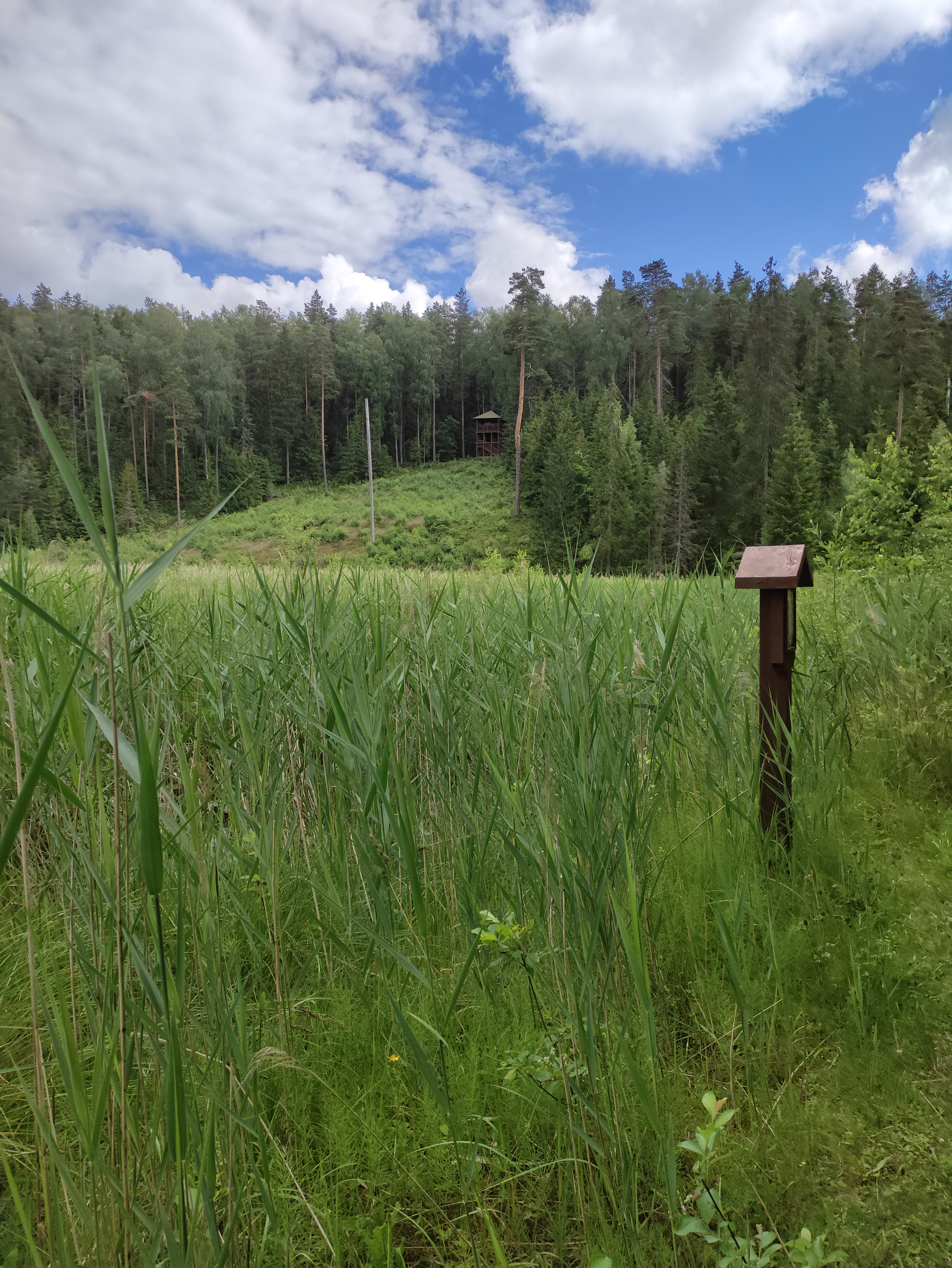